# David Crystal
David Crystal (Lisburn, Irlanda del Norte; 6 de julio de 1941) es un lingüista, académico y autor británico. Es uno de los escritores más famosos a nivel mundial, es experto en idiomas, es autor de más de 100 libros y da conferencias a lo largo del mundo.

## Biografía
Creció en Holyhead (Gales del Norte) y Liverpool (Inglaterra), donde asistió al Saint Mary's College desde 1951. Estudió inglés en la University College de Londres entre 1959 y 1962. Fue investigador a las órdenes de Randolph Quirk entre 1962 y 1963, trabajando en el Instituto del Estudio del uso del inglés. Desde entonces ha dado clases en las universidades de Bangor y de Reading. Actualmente es catedrático honorario de lingüística en Bangor.
Sus numerosos intereses académicos incluyen la enseñanza y aprendizaje del idioma inglés, la lingüística forense, la muerte de las lenguas, la "lingüística lúdica" (neologismo de Crystal para referirse al estudio del juego del lenguaje), el estilo del inglés, Shakespeare, catalogación y lexicografía. Es el presidente de la Asociación Internacional de profesores de inglés como lengua extranjera (IATEFL en inglés).
Vive en Holyhead con su esposa y tiene cuatro hijos adultos. Su hijo Ben Crystal es también escritor y escribió dos libros junto con su padre. Retirado de la enseñanza a tiempo completo, trabaja como escritor, editor y asesor. Crystal fue premiado con la OBE en 1995 y fue elegido miembro de la Academia Británica en 2000.

## Obras
Crystal es el autor, coautor o editor de más de cien libros sobre una amplia variedad de temas, especializándose, entre otros, en redacción de obras de referencia, incluyendo (como escritor) la Cambridge Encyclopedia of Language (1987) y la Cambridge Encyclopedia of the English Language (1995, 2003); y (como editor) el Cambridge Biographical Dictionary, el Cambridge Factfinder, la Cambridge Encyclopedia, y la New Penguin Encyclopedia (2003). También ha editado obras literarias, y es presidente de la Asociación de Alfabetización Nacional de Reino Unido. También tiene un papel importante en libros para el gran público sobre lingüística y el idioma inglés, que emplean gráficos variados y breves redacciones para comunicar material técnico de un modo accessible.
Crystal supone que globalmente el inglés va tanto a escindirse como a converger, con variantes locales que pasarán a ser menos comprensibles mutuamente y, por tanto, que necesitan el aumento de lo que él llama "inglés hablado estándar mundial" (ver también Inglés internacional). En su libro escrito en 2004 The Stories of English, una historia general del idioma inglés, describe el valor que ve en la diversidad lingüística y el acuerdo de respeto a las variedades del inglés generalmente consideradas "no estándar". Crystal es partidario de un nuevo campo de estudio, la lingüística en internet.
Su obra aparte del ámbito lingüístico incluye poemas, piezas teatrales y biografías. Hombre de creencia católica, ha escrito también poesía y artículos devocionarios.
De 2001 a 2006, Crystal fue el Presidente de Crystal Reference Systems Limited, un proveedor de contenido referencial y de tecnología de búsqueda y publicidad en internet. Los productos de la compañía iSense and Sitescreen están basados en la patentada Global Data Model, una compleja red semántica que Crystal ideó a principios de los años 80 y que fue adaptada para su uso en internet a mediados de los 90. La tecnología iSense es elcontenido de la patente en Reino Unido y Estados Unidos. Después de la adquisición de la compañía por parte de Ad Pepper Media N.V., Crystal permaneció al mando como director I+D hasta 2009, y sigue siendo asesor de Ad Pepper.
Crystal fue influyente en una campaña para evitar la demolición del convento de Holyhead, llevando a la creación del Centro de Ucheldre (Ucheldre Centre). Crystal continúa escribiendo además de contribuir en emisiones de televisión y radio. Su asociación con la BBC se extiende desde, anteriormente, una serie de BBC Radio 4 acerca de asuntos lingüísticos hasta, actualmente, podcasts en la página web del Servicio Mundial de la BBC para gente que está aprendiendo inglés.
Un libro reciente, Txtng: the Gr8 Db8, se centra en el lenguaje chat y su impacto en la sociedad. Su último libro son unas memorias autobiográficas, con el título "Just a Phrase I'm Going Through: My Life in Language", puesto a la venta simultáneamente con un DVD con tres de sus conferencias.

## Participación en producciones teatrales
Como experto en la evolución de la lengua inglesa, Crystal participó en la producción de Shakespeare's Globe en 2004 y 2005, colaborando en la "pronunciación original" del periodo en que este escribió. Preparó a los actores con la pronunciación apropiada para la época.